# Hege Hansen
Hege Hansen (født 24. oktober 1990) er en norsk fodboldspiller, der spiller for Avaldsnes IL i den norske Toppserien og for Norge.